# Comunidad Andina-Aramburú
La estación Comunidad Andina-Aramburú (anteriormente estación Aramburú) es una estación del Metropolitano en Lima. Está ubicada en la intersección de la Vía Expresa Paseo de la República con la avenida Aramburú en el límite de los distritos de San Isidro, Miraflores y Surquillo. 
En sus alrededores destaca el edificio de la Secretaría General de la Comunidad Andina motivo por el cual en 2023 debido a una disposición decretada por la Cancillería del Perú la estación fue renombrada a su denominación actual.

## Características
Tiene cuatro plataformas para el embarque y desembarque de pasajeros, la entrada se ubica en el nivel superior junto al puente de la avenida sobre la Vía Expresa Paseo de la República. Cuenta con escaleras y ascensor (solo personas con movilidad reducida) para descender al primer nivel de la estación, además de máquinas y taquilla para la compra y recarga de tarjetas.

## Servicios
La estación es atendida por los siguientes servicios:
| Servicio troncal | Indicador     | Lunes a Viernes | Lunes a Viernes                  | Sábado        | Sábado        | Domingo       |
| Servicio troncal | Indicador     | Norte a Sur     | Sur a Norte                      | Norte a Sur   | Sur a Norte   | Domingo       |
| ---------------- | ------------- | --------------- | -------------------------------- | ------------- | ------------- | ------------- |
| Regular          | Regular C     | 05:00 - 23:00   | 05:00 - 23:00                    | 05:00 - 23:00 | 05:00 - 23:00 | 05:00 - 22:00 |
| Expreso          | Super Expreso | 05:30 - 09:00   | 17:00 - 21:00 (estación inicial) | 06:00 - 09:00 | Sin Servicio  | Sin Servicio  |